# لوتشيانو فاريلا
لوتشيانو فاريلا (بالإسبانية: Luciano Varela)‏ هو قاضي ورجل قضاء إسباني، ولد في 9 مايو 1947 في بونتيفيدرا في إسبانيا.